# Petit pois
Pour les articles homonymes, voir Pois (homonymie).
« Petits pois » redirige ici. Pour la chanson de Dranem, voir Les P'tits Pois.

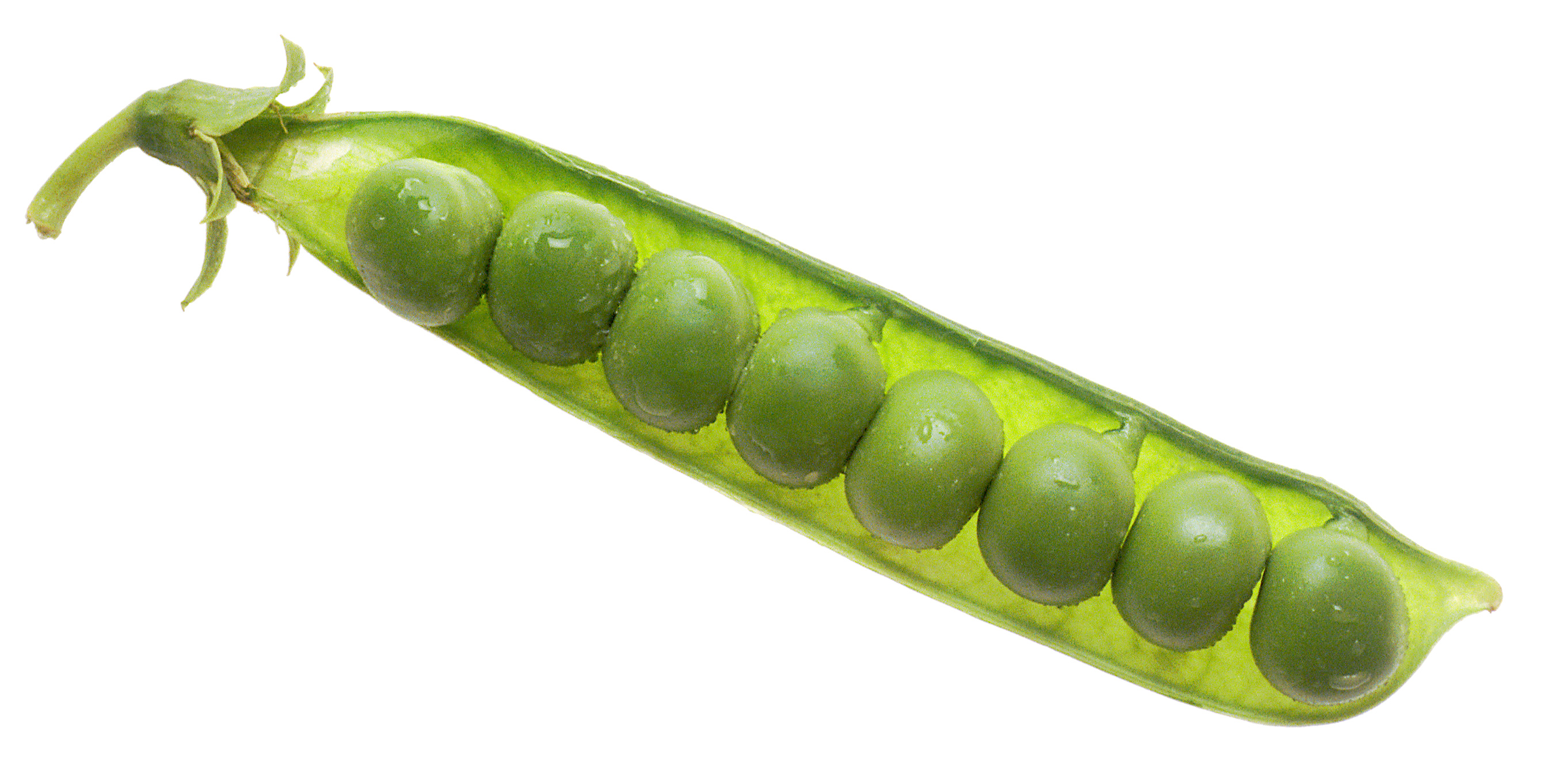
Petits pois et gousses.

Les petits pois, pois de jardin, ou pois potagers (Pisum sativum subsp. sativum var. sativum, autonyme de Pisum sativum L.) sont les jeunes graines vertes de variétés cultivées du pois, espèce de la famille des Fabaceae. Elles sont généralement récoltées après leur développement dans les gousses et avant leur maturité.

## Modes de consommation
Les petits pois sont généralement consommés frais, extraits de leurs gousses. Ils peuvent aussi être consommés comme légumes verts à non maturité sous forme de gousses (pois mangetouts). Et ils peuvent également être consommés, lorsque les graines sont récoltées sèches à leur maturité. Ils sont alors appelées pois cassés. Récoltés et consommés jeunes, ce sont des légumes verts. Récoltés et consommés plus tardivement, ce sont des féculents.
Les petits pois sont plus énergétiques (81 kcal/100 g) que la majorité des légumes verts. Ils sont aussi intéressants pour leur apport en sucres solubles, en lysine et en fibres, composées en majorité d'hémicelluloses lorsqu'ils sont jeunes. Les petits pois sont aussi une bonne source de vitamine C (acide ascorbique) avec 25 mg/100 g, mais celle-ci peut être emportée par l'eau de cuisson.
Leur consommation s'est étendue tout au long de l'année grâce aux techniques de conservation modernes (appertisation, surgélation).
L'expression « petits pois » désigne aussi, par métonymie, les gousses, ou cosses, qui enferment les graines, ainsi que les plantes qui les produisent.

## Variétés cultivées

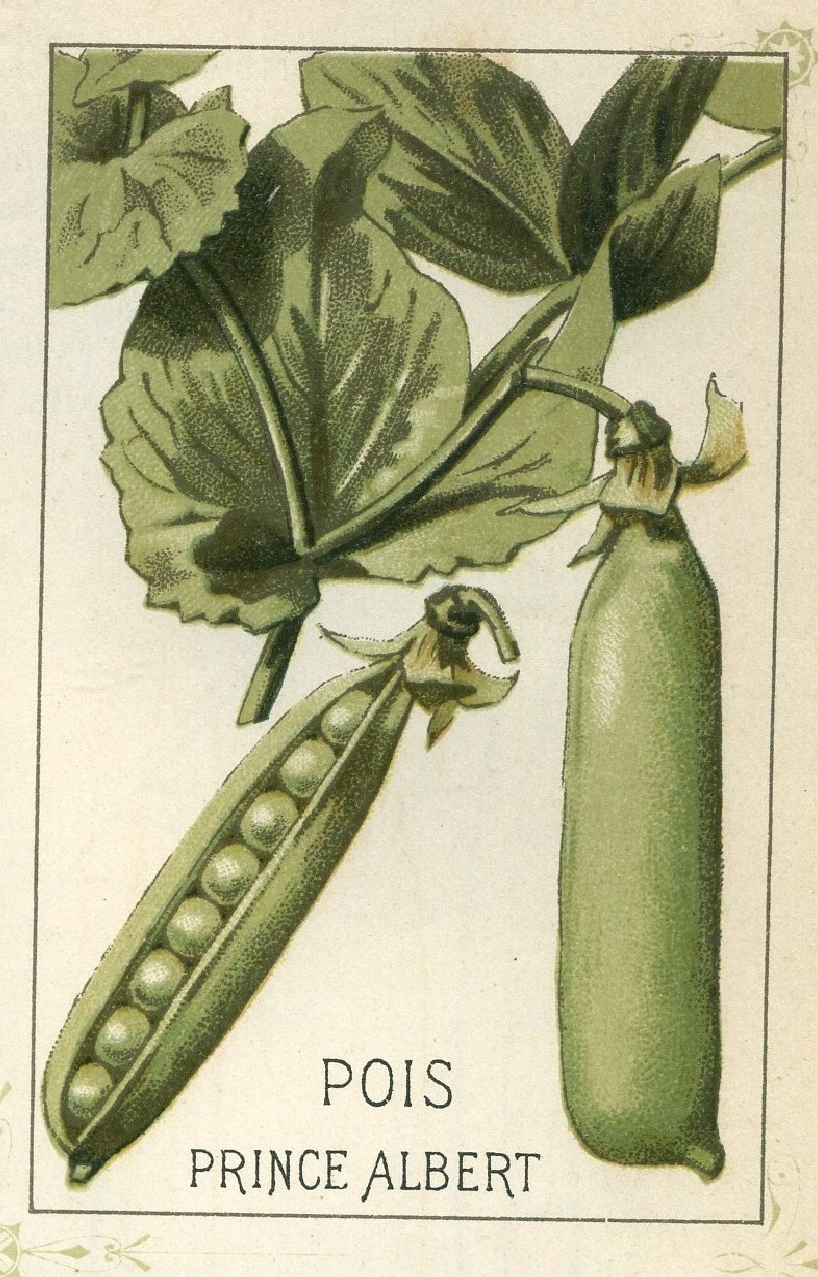
Pois Prince Albert, depuis 1842.

Exemples de cultivars de pois potager, vente ou consommation à l'état frais, en variétés à écosser :
- variétés de printemps :
  - pois lisses : Auréole, Douce Provence, Express à longue cosse, Maestro, Petit Provençal, Proval…
  - pois ridés : Arkel, Avocette, Kelvil, Merveille de Kelvedon, Téléphone à rames…

- variétés d'hiver (anciennes variétés) :
  - pois nains ou à rames : Michaux de Hollande, Sainte Catherine, Prince Albert…

Les pois potagers comprennent également les cultivars de pois mangetout ou pois gourmand tels que : Caroubel, Carouby de Maussane, Corne de bélier, Géant à fleur violette. La récolte des gousses vertes de ces derniers a lieu avant le développement des grains.

## La cuisine des petits pois

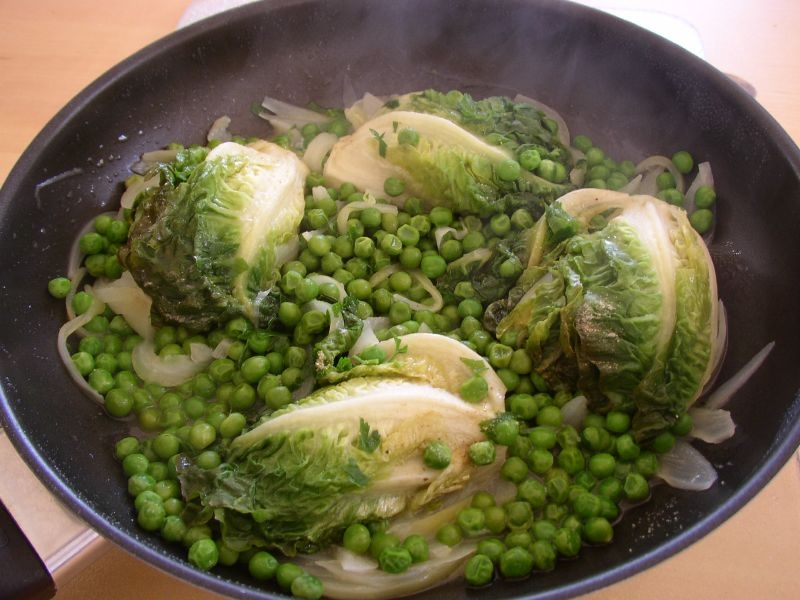
Cœurs de laitue braisés aux petits pois.

« Les petits pois sont sans contredit le meilleur de tous les légumes qui se mangent à Paris. »

— Grimod de La Reynière, Le Gastronome français, ou l'art de bien vivre (1828)
Les petits pois frais servent de légumes d'accompagnement et sont préparés traditionnellement « à l'anglaise » ou « à la française ». À l'anglaise, les petits pois sont cuits dans de l'eau salée portée à ébullition. En fin de cuisson, on les égoutte et on ajoute du beurre (les Anglais ajoutent aussi de la menthe). À la française, ils sont cuits à l'étuvée au beurre, avec des petits oignons nouveaux et de la laitue, mouillés d'un peu d'eau. Au moment de servir, ils sont liés avec du beurre ou de la crème.
Ils entrent aussi dans la préparation de soupes (crème Ninon), salades, de jardinières de légumes, de glaces, de macédoines et de purées.
Dans la cuisine française, l'expression « à la Clamart » signifie accompagné d'une garniture aux petits pois (exemple : escalope de veau à la Clamart). Clamart est le nom d'une ancienne variété de pois ronds qui était cultivée dans la commune éponyme des Hauts-de-Seine. « À la Fontanges » désigne un potage préparé à base d'une purée de petits pois frais, éclaircie au consommé et additionnée d'oseille et de cerfeuil. Cette recette a été ainsi dénommée en l'honneur de Marie-Angélique de Scorailles de Roussille, duchesse de Fontanges, qui fut la maîtresse de Louis XIV et mourut à l'âge de dix-neuf ans en 1681. « À la Saint-Germain », à l'étymologie obscure, s'applique à une recette de purée de pois ainsi qu'à diverses garnitures contenant des petits pois,.
Au XVIIIe siècle, on raffolait tant de ce légume qu'on allait jusqu'à tailler en forme de petit pois les pointes d'asperge.
Appréciés pour leur saveur sucrée quand ils sont fraîchement cueillis, les petits pois peuvent se consommer crus.

## Utilisation médicale des sachets congelés
Dans de nombreux traitements pré ou post-opératoires où l'application de glace est préconisée, les sachets de petits pois congelés sont conseillés, pour la simple raison que la granularité des petits pois dans les sachets s'adapte bien aux diverses circonvolutions des zones à soulager des patients.